# Гранвілл (Огайо)
Гранвілл (англ. Granville) — селище (англ. village) в США, в окрузі Лікінґ штату Огайо. Населення — 5946 осіб (2020).

## Географія
Гранвілл розташований за координатами 40°3′25″ пн. ш. 82°30′16″ зх. д. / 40.05694° пн. ш. 82.50444° зх. д. (40.056819, -82.504384).  За даними Бюро перепису населення США в 2010 році селище мало площу 12,18 км², з яких 12,11 км² — суходіл та 0,07 км² — водойми.

## Демографія
Згідно з переписом 2010 року, у селищі мешкало 5646 осіб у 1441 домогосподарстві у складі 1017 родин. Густота населення становила 463 особи/км².  Було 1554 помешкання (128/км²).
Расовий склад населення:
| - 91,9 % — білих - 3,6 % — азіатів - 2,1 % — чорних або афроамериканців - 0,1 % — корінних американців |

До двох чи більше рас належало 1,7 %. Частка іспаномовних становила 2,7 % від усіх жителів.
За віковим діапазоном населення розподілялося таким чином: 18,1 % — особи молодші 18 років, 72,3 % — особи у віці 18—64 років, 9,6 % — особи у віці 65 років та старші. Медіана віку мешканця становила 22,0 року. На 100 осіб жіночої статі у селищі припадало 86,1 чоловіків;  на 100 жінок у віці від 18 років та старших — 82,4 чоловіків також старших 18 років.
Середній дохід на одне домашнє господарство  становив 115 347 доларів США (медіана — 88 843), а середній дохід на одну сім'ю — 133 535 доларів (медіана — 110 341). За межею бідності перебувало 7,6 % осіб, у тому числі 3,2 % дітей у віці до 18 років та 7,6 % осіб у віці 65 років та старших.
Цивільне працевлаштоване населення становило 2854 особи. Основні галузі зайнятості: освіта, охорона здоров'я та соціальна допомога — 49,6 %, мистецтво, розваги та відпочинок — 9,8 %, роздрібна торгівля — 9,6 %.